# Raketni čamci klase Osa
Osa I i II, NATO oznaka za klasu sovjetskih raketnih čamaca iz ranih 1960-ih godina. Sovjetska oznaka je Projekt 205 (rus. Проект 205) i Projekt 205U (rus. Проект 205У). Ova klase je vjerojatno najbrojnija klasa raketnih čamaca prema broju izgrađenih jedinica, s preko 400 primjeraka izgrađenih kako za sovjetsku mornaricu, tako i za izvoz u sovjetske savezničke države. Postojale su dvije glavne inačice: Osa I (Projekt 205) koje su imale kontejnere za projektile u obliku kutija te Osa II (205U) koje su imale cilindrične kontejnere za projektile.

## Brodovi
Oko 175 Osa I i 114 Osa II brodova je izgrađeno za Sovjetsku mornaricu, posljednje su povučene iz službe oko 1990. Od bivših sovjetskih satelitskih država 1 brod je u službi u Azerbajdžanskoj mornarici i 2 u Latvijskoj mornarici.

#### Osa I
Benin2 broda 1979.
 BugarskaBugarska ratna mornarica - 3 broda 1970. – 71.
 NR KinaMornarica narodno oslobodilačke vojske - 4 broda ranih 1960-ih te preko 120 licencirano proizvedenih.
 EgipatEgipatska ratna mornarica - 10 brodova 1966. (4 je potopljeno od strane Izraelske ratne mornarice u Jomkipurskom ratu)
 Njemačka Demokratska RepublikaRatna mornarica Istočne Njemačke - 15 brodova isporučeno 1962. – 1971. - povučeno iz službe 1981. – 1990.
 IndijaIndijska ratna mornarica - 8 brodova isporučeno 1971. - povučeno iz službe 1982. – 1990.
 LatvijaLatvijska ratna mornarica - 6 ex-istočnonjemačka broda
 Sjeverna KorejaSjevernokorejska ratna mornarica - 12 brodova isporučeno 1968. – 73.
 PoljskaPoljska ratna mornarica - 13 brodova isporučeno 1964. – 1975. - povučeni iz službe 1984. – 2006.
 RumunjskaRumunjska ratna mornarica - 6 brodova
 SirijaSirijska ratna mornarica - 8 brodova
 JugoslavijaJugoslavenska ratna mornarica - 10 brodova
 SSSR

#### Osa II
AlžirAlžirska ratna mornarica - 8 brodova isporučeno 1978.
 AngolaAngolska ratna mornarica - 6 brodova isporučeno 1982. – 83.
 BugarskaBugarska ratna mornarica - 6 brodova
 KubaKubanska ratna mornarica - 13 brodova
 EritrejaEritrejska ratna mornarica - 5 brodova
 FinskaFinska ratna mornarica - 4 brodova isporučeno 1974-75. Poznati su i kao raketni čamci klase Tuima. Povučeni iz službe 2003. godine i prodani Egipatskoj ratnoj mornarici.
 IndijaIndijska ratna mornarica - 8 brodova isporučeno 1976. – 77., povučeni iz službe 1999. – 2003.
 LibijaLibijska ratna mornarica - 12 brodova
 SomalijaSomalijska ratna mornarica - 2 brodova
 SirijaSirijska ratna mornarica- 12 brodova
 VijetnamVijetnamska ratna mornarica - 8 brodova
 Južni JemenRatna mornarica Južnog Jemena - 8 brodova
 SSSR